# Lion Island (Old Windsor)
Lion Island ist eine unbewohnte Insel in der Themse nahe Old Windsor, Berkshire. Die Insel ist schmal und bewaldet und durch einen schmalen Flussarm vom linken Ufer der Themse getrennt. Die Insel liegt direkt oberhalb des Old Windsor Wehrs, mit dem Themsewasser am gegenüberliegenden Ufer in den Zulauf  (New Cut) zur Old Windsor Lock geleitet wird. Mit dem New Cut und der Schleuse an seinem unteren Ende wird die Schifffahrt auf der Themse erleichtert und verkürzt, indem eine große Flussschleife ausgelassen wird. Vor dem Stau durch das Wehr befanden sich dort mehrere Inseln, von denen nur Lion Iland übrig blieb.